# Заосередные Сады
Заосередные Сады (произносится Заосерёдные Сады) — посёлок в Павловском районе Воронежской области Российской Федерации. Основан в 1935 году. Население — 371 человек (2011).
Посёлок относится к Александро-Донскому сельскому поселению, административным центром которого является село Александровка Донская. Там же размещены административные органы, которым подчинён посёлок Заосерёдные Сады. Главой Александро-Донского сельского поселения с 15 марта 2012 года является Владимир Иванович Антоненко.

## Название
Первоначально посёлок назывался Сталинская Конституция. Позже (после 1942 года) был переименован в Заосерёдные Сады (по реке Осередь, которая протекает к югу от посёлка).

## Физико-географическая характеристика

### Географическое положение
Расположен в южной части поселения, восточнее посёлка имени Жданова, близ трассы «Дон».
Расстояние до центра поселения — 5 км.
Посёлок, как и вся Воронежская область, живёт по Московскому времени.

### Климат
Природно-климатические условия, природные ресурсы ограниченно благоприятны для основных видов хозяйственно-градостроительной и рекреационной деятельности в связи с развитием экзогенных геологических процессов.
Освоение ограниченно благоприятных площадок потребует проведения мероприятий по инженерной подготовке (вертикальная планировка, понижение грунтовых вод, защита от затопления и др.), а также инженерно-геологических изысканий с целью выявления просадочных грунтов и карста. Территория поселения расположена в зоне умеренно континентального климата, с жарким и сухим летом и умеренно холодной зимой с устойчивым снежным покровом и хорошо выраженными переходными сезонами.
На размытой поверхности кристаллического фундамента залегают девонские отложения, перекрытые меловой системой, а также палеогеновыми, неогеновыми и четвертичными образованиями. Комплекс покровных отложений представлен лёссовидными суглинками и супесями и в меньшей степени песками.

## История
На карте 1827 года на месте современного посёлка показан безымянный хутор при Московско-Черкасской дороге. В конце XIX — начале XX веков там находился постоялый двор. Ныне существующий посёлок был создан в 1935—1937 годах на основе раньше существовавших населённых пунктов переселенцами из села Бабка. Первоначально именовался Сталинской Конституцией, позднее был переименован в Заосерёдные Сады.

## Транспорт и дороги
Сообщение с посёлком осуществляется по дороге федерального значения М «Дон» «Москва – Ростов-на-Дону – Новороссийск».

## Население
| Численность жителей Заосередных Садов по годам |      |      |      |
| 1980                                           | 2009 | 2010 | 2011 |
| 333                                            | ↗399 | ↗409 | ↘371 |

## Архитектура и достопримечательности
В посёлке 10 улиц: Зелёная, Лесная, Луговая, НСТ Родничок, Первомайская, Пятницкого, Садовая, Солнечная, Степная и Цветочная.